# Vuelo 294 de West Air Sweden
El vuelo 294 de West Air Sweden, un Bombardier CRJ-200, fue un vuelo de carga que se estrelló el 8 de enero de 2016, cuando volaba de Oslo a Tromsø, Noruega. Un mal funcionamiento en una de las unidades de referencia inerciales produjo indicaciones de altitud erróneas en una de las pantallas de instrumentos. La respuesta posterior de la tripulación resultó en una desorientación espacial, lo que condujo a la pérdida de control de la aeronave.

## Avión y tripulación
El avión fue construido en 1993 y fue operado por Lufthansa CityLine con la matrícula D-ACLE hasta finales de 2006. Su número de serie (MSN) era 7010 y contaba con dos motores General Electric CF34-3B1. Posteriormente, la aeronave fue sometida a una conversión de carga y fue designado como CRJ200-PF (Carguero de paquetes). Desde 2007, el avión fue operado por West Air Sweden con matrícula SE-DUX. Al momento del accidente, tenía acumuladas más de 38.600 horas de vuelo en más de 31.000 ciclos.  Al momento del accidente tenía 23 años.
El capitán español de 42 años tenía alrededor de 3.200 horas de vuelo, de las cuales 2.016 fueron en este tipo de aeronave; el primer oficial francés de 33 años tenía 3.050 horas de vuelo, de las cuales 900 eran en este tipo de aeronave.

## Vuelo
El avión despegó del aeropuerto de Oslo-Gardermoen a las 23:11 horas, hora local, con destino al aeropuerto de Tromsø-Langnes. La aeronave transportaba 4,5 toneladas (4.500 kg; 9.900 lb) de correo. Mientras iba a nivel de vuelo 330 (10,050 metros) y aproximadamente a las 23:31, el avión transmitió una llamada de auxilio antes de que el control del tráfico aéreo perdiera la comunicación y el seguimiento en el radar.
El servicio de seguimiento de aeronaves Flightradar24 informó que la aeronave perdió 6.485 metros (21.275 pies) de altitud durante un período de 60 segundos (389 km / h; 242 mph) a las 00:18, según los datos transmitidos por el transpondedor de la aeronave.

## Búsqueda
Tanto las autoridades noruegas, como suecas, buscaron el avión y descubrieron los restos a las 03:10 de la mañana. El sitio del accidente se ubicó a una altitud de 1.000 metros (3.300 pies) en un área remota cerca del lago Akkajaure, aproximadamente a 10 kilómetros (6,2 millas) de la frontera con Noruega. Los restos de la aeronave se extendieron en un círculo de aproximadamente 50 metros (160 pies) de diámetro, lo que sugería un impacto de alta energía.

## Investigación
La Autoridad Sueca de Investigación de Accidentes (sueco: Statens Haverikommission, o SHK) abrió una investigación del accidente. El 9 de enero de 2016 fue encontrado el registrador de vuelo (FDR) seriamente dañado así como partes de la grabadora de voz de la cabina (CVR). Sin embargo, la unidad no estaba intacta, y la parte que contenía las funciones de memoria no estaba. Al siguiente día, fueron encontradas las partes faltantes del CVR, así como restos humanos. El 12 de enero, la SHK reportó que la llamada de auxilio de los pilotos contenía la palabra "Mayday" en varias ocasiones, sin más información. El 26 de enero, la SHK informó que habían logrado acceder a los datos del FDR y del CVR, y se encontraban analizando y validando las grabaciones.
El 19 de marzo de ese año, un reporte provisional del SHK reveló que:
- 17 segundos después del inicio del evento, se excedió la velocidad máxima de 315 nudos. La advertencia de exceso de velocidad se activó y la aceleración vertical cambió a valores positivos.

- Otros 16 segundos después, el primer oficial transmitió un mensaje de "MAYDAY" que fue confirmado por el control de tráfico aéreo. La velocidad del aire indicada excedió entonces los 400 nudos y el ajuste del estabilizador fue reactivado y reducido a 0.3 grados con la nariz hacia abajo. El piloto al mando pidió un "ajuste de mach" después de lo cual la potencia del motor se redujo a inactivo.

- Durante el evento posterior, el último valor del FDR válido mostró que la velocidad continuó aumentando hasta 508 nudos mientras que los valores de aceleración vertical fueron positivos, con valores máximos de aproximadamente +3G. La información del FDR muestra que los alerones y los spoilers del avión se desplegaron principalmente hacia la izquierda durante el evento.[4]

El informe final fue publicado por el SHK el 12 de diciembre de 2016. La investigación llegó a la siguiente conclusión: 
- El accidente fue causado por prerrequisitos operativos insuficientes para el manejo de una falla en un sistema redundante.

- Los factores que contribuyeron fueron:

1. La ausencia de un sistema efectivo de comunicación en situaciones anormales y de emergencia.
2. El sistema de instrumentos de vuelo proporcionó una guía insuficiente sobre los mal funcionamientos que ocurrieron.
3. La maniobra inicial que resultó en una carga g negativa probablemente afectó la capacidad de los pilotos para manejar la situación de manera racional.

## Filmografía
Este accidente fue reseñado en la 20° temporada de la serie Mayday: Catástrofes aéreas, del canal National Geographic Channel en el episodio "Impossible Pitch", titulado en español "Descenso imposible".